# Gabrielle Debillemont-Chardon
Pour les articles homonymes, voir Debillemont et Chardon (homonymie).
Gabrielle Debillemont-Chardon, née le 26 septembre 1860 à Dijon et morte le 26 septembre 1957 à Paris, est une artiste peintre, professeur de dessin et miniaturiste française.

## Biographie
Gabrielle Marie Joséphine Debillemont-Chardon est la fille du compositeur Jean-Jacques-Joseph Debillemont, et sa sœur Jeanne est pianiste. Elle est élève des miniaturistes Pierre-Paul de Pommayrac et Antonin Pierre Topart, et du peintre Henri-Léopold Lévy.
C'est une portraitiste, pastelliste, peintre d'éventails et d'émaux.
Gabrielle Debillemont-Chardon expose au Salon des artistes français dès 1876 et y obtient une médaille d'or en 1891, ainsi que le prix de miniature Maxime-David en 1894, avant d'être placée hors-concours en 1901. Elle obtient le prix Léon Bertaux de l'Union des femmes peintres et sculpteurs en 1894 (peinture), et le 1er prix de l'Union en 1897 (miniatures). Elle est vice-présidente de l'Union des femmes peintres et sculpteurs à partir de 1901, et présidente de 1934 à 1939, année où elle présente au salon de l'Union une rétrospective de ses miniatures.
Directrice de l'école de dessin de la mairie du 10e arrondissement de Paris de 1884 à 1892, elle est professeur de dessin à Paris de 1881 à 1896. Elle donne de 1885 aux années 1930 des cours de miniature avec modèle vivant et de pastel à son atelier du 7 rue Duperré (9e).
La miniature connaît depuis le milieu du XIXe siècle un certain déclin suite à l’avènement de la photographie, et Gabrielle Debillemont-Chardon remet en lumière cette pratique. Elle est vice-présidente puis présidente de la Société de la miniature, de l'aquarelle et des arts précieux, et membre de la Société des miniaturistes et enlumineurs de France. Elle publie en 1909 un traité de miniature sur ivoire. 
Elle est nommée officier de l'Instruction publique en 1896 et promue chevalier de la Légion d'honneur le 5 novembre 1928.
Elle meurt en 1957 en son domicile au no 11, boulevard de Clichy dans le 9e arrondissement de Paris, et est inhumée au cimetière des Batignolles.

## Œuvres dans les collections publiques
- Département des arts graphiques du musée du Louvre[10] : La Couronne de roses.
- Musée d'Orsay : La Femme au grand chapeau (1901), Jeune nymphe (sans date), Portrait de fillette au bonnet brodé (1901) et Portrait d’une femme en deuil (1902)[1].
- Petit Palais : Jeune fille assise (1919) et Jeune fille (1903).
- Musée Lambinet à Versailles : Victor Hugo et Marion de Lorme.

## Publications
- La Miniature sur ivoire. Essai historique et traité pratique, Laurens éd., Paris, 1909, préfacé par Léonce Bénédite.

## Élèves
- Charline Abbeille  (1885-1971), miniaturiste.
- Caroline Baily (1857-1947), miniaturiste.
- Francine Gaudrion (1882-1941)
- Thérèse Gaudrion (1880-1954)
- Marie Laforge (1865-1920), miniaturiste.
- Sara Page (1855-1943).
- Sonia Routchine-Vitry (1878-1931).
- Berta Wilhelmson (1869-1965).